# Championnats du monde de lutte 1995
Les Championnats du monde de lutte 1995 se sont tenus du 10 au 13 août 1995 à Atlanta aux États-Unis pour la lutte libre, du 9 au 11 septembre 1995 à Moscou en Russie pour la lutte féminine et du 12 au 15 septembre 1995 à Prague en République tchèque pour la lutte gréco-romaine. 

## Hommes

### Lutte libre
| Épreuves | Or                      | Argent                     | Bronze                  |
| -------- | ----------------------- | -------------------------- | ----------------------- |
| 48 kg    | Vugar Orujov (RUS)      | Alexis Vila (CUB)          | Armen Mkrtchyan (ARM)   |
| 52 kg    | Valentin Yordanov (BUL) | Gholamreza Mohammadi (IRN) | Zeke Jones (USA)        |
| 57 kg    | Terry Brands (USA)      | Guivi Sissaouri (CAN)      | Harun Doğan (TUR)       |
| 62 kg    | Elbrus Tedeyev (UKR)    | Takahiro Wada (JPN)        | Magomed Azizov (RUS)    |
| 68 kg    | Arayik Gevorgyan (ARM)  | Akbar Fallah (IRN)         | Jesús Rodríguez (CUB)   |
| 74 kg    | Buvaisar Saitiev (RUS)  | Alexander Leipold (GER)    | Alberto Rodríguez (CUB) |
| 82 kg    | Kevin Jackson (USA)     | Elmadi Zhabrailov (KAZ)    | Ruslan Khinchagov (UZB) |
| 90 kg    | Rasoul Khadem (IRN)     | Makharbek Khadartsev (RUS) | Melvin Douglas (USA)    |
| 100 kg   | Kurt Angle (USA)        | Arawat Sabejew (GER)       | Abbas Jadidi (IRN)      |
| 130 kg   | Bruce Baumgartner (USA) | Sven Thiele (GER)          | Leri Khabelov (RUS)     |

### Lutte gréco-romaine
| Épreuves | Or                      | Argent                     | Bronze                      |
| -------- | ----------------------- | -------------------------- | --------------------------- |
| 48 kg    | Sim Kwon-ho (KOR)       | Hiroshi Kado (JPN)         | Zafar Guliyev (RUS)         |
| 52 kg    | Samvel Danielyan (RUS)  | Armen Nazaryan (ARM)       | Alfred Ter-Mkrtychyan (GER) |
| 57 kg    | Dennis Hall (USA)       | Yuriy Melnichenko (KAZ)    | Aleksandr Ignatenko (RUS)   |
| 62 kg    | Sergey Martynov (RUS)   | Włodzimierz Zawadzki (POL) | Mkhitar Manukyan (ARM)      |
| 68 kg    | Rustam Adzhi (UKR)      | Attila Repka (HUN)         | Jannis Zamanduridis (GER)   |
| 74 kg    | Yvon Riemer (FRA)       | Bakhtiyar Baiseitov (KAZ)  | Filiberto Azcuy (CUB)       |
| 82 kg    | Hamza Yerlikaya (TUR)   | Gocha Tsitsiashvili (ISR)  | Thomas Zander (GER)         |
| 90 kg    | Hakkı Başar (TUR)       | Petru Sudureac (ROU)       | Gogi Koguashvili (RUS)      |
| 100 kg   | Mikael Ljungberg (SWE)  | Héctor Milián (CUB)        | Georgiy Saldadze (UKR)      |
| 130 kg   | Aleksandr Karelin (RUS) | Sergei Mureiko (MDA)       | Matt Ghaffari (USA)         |

## Femmes
| Épreuves | Or                       | Argent                  | Bronze                   |
| -------- | ------------------------ | ----------------------- | ------------------------ |
| 44 kg    | Shoko Yoshimura (JPN)    | Mette Barlie (NOR)      | Vickie Zummo (USA)       |
| 47 kg    | Miyu Yamamoto (JPN)      | Zhong Xiue (CHN)        | Elena Egochina (RUS)     |
| 50 kg    | Saneit Ganachuyeva (RUS) | Gyula Pérez (VEN)       | Yoshiko Endo (JPN)       |
| 53 kg    | Sophie Pluquet (FRA)     | Kozue Kimura (JPN)      | Wendy Izaguirre (VEN)    |
| 57 kg    | Sara Eriksson (SWE)      | Lene Aanes (NOR)        | Anna Gomis (FRA)         |
| 61 kg    | Nikola Hartmann (AUT)    | Natalia Ivanova (RUS)   | Kong Yan (CHN)           |
| 65 kg    | Yayoi Urano (JPN)        | Doris Blind (FRA)       | Natalia Lasarenko (RUS)  |
| 70 kg    | Lise Golliot (FRA)       | Elmira Kurbanova (RUS)  | Nina Englich (GER)       |
| 75 kg    | Liu Dongfeng (CHN)       | Mitsuko Funakoshi (JPN) | Tetyana Komarnicka (UKR) |